# Gare de Teniet Er Relem
La gare de Teniet Er Relem, ou gare de Teniet-er-Relem, est une ancienne gare ferroviaire algérienne située dans la commune de Mécheria, dans la wilaya de Naâma.

## Situation ferroviaire
Établie à une altitude de 1 099,000 m, la gare est située au point kilométrique (PK) 283,423 de la ligne de Oued Tlelat à Béchar, où elle est précédée de l'ancienne gare de Krebazza et suivie de la gare de Mécheria. 

## Histoire
La gare est mise en service en 1882 lors de l'ouverture de la section d'El Biod à Mécheria de l'ancienne ligne à voie étroite de 1 055 mm d'Oran à Kenadsa via Saïda. Précédée de l'ancienne gare de Krebazza et suivie de la gare de Mécheria, elle était située au PK 381,500 de cette ligne,,.
Cette gare fait partie des gares fortifiées en Algérie construites par l'armée française entre 1881 et 1906 le long de la ligne entre Saïda et Béchar.